# 오서종
오서종(高重明, 1693년~1722년)은 조선의 문신이다.

## 생애
1693년에 태어난 그는 별시문과에서 병과로 급제해 성균관 박사가 되었다.
1722년, 목호룡(睦虎龍)이 노론 김창집(金昌集) 등 4대신을 포함한 60여 명이 경종의 시해하려 했다고 고변하는 일이 벌여졌고, 오서종은 유경유(柳慶裕)와 같이 역모를 위한 자금으로 은을 구해주었다는 혐의를 받고 국문 끝에 사망했다.